# Sascut
Sascut is een Roemeense gemeente in het district Bacău.
Sascut telt 10241 inwoners.